# Kaliema Antomarchi
Kaliema Antomarchi Ortega (ur. 25 kwietnia 1988) – kubańska judoczka. Olimpijka z Tokio 2020, gdzie zajęła piąte miejsce w wadze półciężkiej.
Brązowa medalistka mistrzostw świata w 2017; piąta w 2013 i siódma w 2009; uczestniczka zawodów w 2011, 2018, 2019, 2021 i 2022. Startowała w Pucharze Świata w 2009 i 2010. Srebrna medalistka igrzysk panamerykańskich w 2019. Triumfatorka igrzysk Ameryki Środkowej i Karaibów w 2018. Zdobyła siedem medali na mistrzostwach panamerykańskich w latach 2009 - 2021. Trzecia na uniwersjadzie w 2009 roku.

## Letnie Igrzyska Olimpijskie 2020
| Konkurencja | Eliminacje           | Eliminacje                | Repasaże                 | Finały                    | Klas. końcowa |
| Konkurencja | Przeciwnik I         | Przeciwnik II             | Przeciwnik I             | o 3 miejsce               | Miejsce       |
| ----------- | -------------------- | ------------------------- | ------------------------ | ------------------------- | ------------- |
| 78 kg       | Karla Prodan (CRO) Z | Madeleine Malonga (FRA) P | Guusje Steenhuis (NED) Z | Anna-Maria Wagner (GER) P | 5.            |